# جوليان ليلسش
جوليان ليلسش (بالفرنسية: Julien Ielsch)‏ (5 مارس 1983 ببلفور في فرنسا - ) هو لاعب كرة قدم فرنسي في مركز الدفاع. لعب مع ستاد ريمس ونادي أميين ونادي النجم الأحمر سانت أوين ونادي سوشو ونادي نوشاتل زاماكس.

## روابط خارجية
- جوليان ليلسش على موقع رابطة كرة القدم الفرنسية للمحترفين (الإنجليزية)
- جوليان ليلسش على موقع قاعدة بيانات كرة القدم.إي يو (الإنجليزية)
- جوليان ليلسش على موقع ليكيب (الفرنسية)
- جوليان ليلسش على موقع Soccerway.com (الإنجليزية)
- جوليان ليلسش على موقع عالم كرة القدم.نت (الإنجليزية)